# U 579
U 579 war ein deutsches Typ VII C U-Boot der Kriegsmarine im Zweiten Weltkrieg, welches als Ausbildungsboot bis zu seinem Ende fuhr.

## Geschichte
Es wurde am 31. August 1940 mit der Baunummer 079 bei Blohm & Voss auf Kiel gelegt. Das Boot lief am 28. Mai 1941 vom Stapel und wurde unter Kapitänleutnant Dietrich Lohmann am 17. Juli 1941 in Dienst gestellt. U 579 war KL Lohmanns zweites Typ-VII-C-U-Boot, welches er in Dienst stellte (sein erstes U-Boot war U 554, welches zum Schulboot degradiert wurde). Am 22. Oktober 1941 ereignete sich in Danzig während der Frontausbildung ein Unfall an Bord des Bootes: ein Brand im Bugraum beschädigte das U-Boot schwer, was dazu führte, dass U 579 zur Reparatur außer Dienst gestellt wurde. KL Lohmann übernahm dann als Ersatz für U 579 das Lübecker U 89. U 579 verbrachte den Rest des Krieges als Ausbildungsboot unter den Kommandos von Oberleutnant zur See Günther Ruppelt, welcher später mit seinem U 356 verloren ging, Oberleutnant zur See Gerhard Linder, welcher später die Typ XXI-U-Boote U 2515 und U 3006 übernahm, und Oberleutnant zur See Hans-Dietrich Schwarzenberg.

## Verlust
U 579 wurde am 5. Mai 1945 im Kleinen Belt von einer britischen Liberator an der Wasseroberfläche gefunden und mit Wasserbomben zerstört. 24 Mann Besatzung und der Kommandant Oberleutnant zur See Schwarzenberg kamen dabei ums Leben.